# باكا نافاس
باكا نافاس (بالإنجليزية: Paca Navas) (23 مارس 1883، خوتيكالبا في هندوراس - 1969، سياتل في الولايات المتحدة)؛ صحفية، ناشِطة، كاتِبة، سفرجات وشاعرة هندوراسية.